# 2006-os síkvízi kajak-kenu világbajnokság
A 2006-os síkvízi kajak-kenu világbajnokságot Szegeden rendezték 2006. augusztus 17-e és augusztus 20-a között. A Montenegrótól különvált Szerbia első világbajnoki aranyát és egy bronzérmet szerzett. Szlovénia első világbajnoki ezüstérmét szerezte. Ez a harmincötödik kajak-kenu világbajnokság volt.

## Éremtáblázat
*   Magyarország
| Helyezés | Ország             | Arany | Ezüst | Bronz | Összesen |
| -------- | ------------------ | ----- | ----- | ----- | -------- |
| 1.       | Magyarország       | 12    | 2     | 4     | 18       |
| 2.       | Németország        | 4     | 9     | 2     | 15       |
| 3.       | Oroszország        | 4     | 1     | 1     | 6        |
| 4.       | Lengyelország      | 1     | 3     | 2     | 6        |
| 5.       | Fehéroroszország   | 1     | 1     | 3     | 5        |
| 6.       | Csehország         | 1     | 1     | 1     | 3        |
| 7.       | Svédország         | 1     | 0     | 1     | 2        |
| 7.       | Szerbia            | 1     | 0     | 1     | 2        |
| 9.       | Mexikó             | 1     | 0     | 0     | 1        |
| 9.       | Szlovákia          | 1     | 0     | 0     | 1        |
| 11.      | Kanada             | 0     | 3     | 1     | 4        |
| 12.      | Ukrajna            | 0     | 2     | 2     | 4        |
| 13.      | Kína               | 0     | 1     | 3     | 4        |
| 14.      | Egyesült Királyság | 0     | 1     | 0     | 1        |
| 14.      | Olaszország        | 0     | 1     | 0     | 1        |
| 14.      | Spanyolország      | 0     | 1     | 0     | 1        |
| 14.      | Szlovénia          | 0     | 1     | 0     | 1        |
| 18.      | Litvánia           | 0     | 0     | 2     | 2        |
| 18.      | Románia            | 0     | 0     | 2     | 2        |
| 20.      | Finnország         | 0     | 0     | 1     | 1        |
| 20.      | Új-Zéland          | 0     | 0     | 1     | 1        |
| Összesen | Összesen           | 27    | 27    | 27    | 81       |

## Eredmények

### Férfiak

#### Kenu
| Versenyszám | Arany | Arany    | Ezüst | Ezüst    | Bronz | Bronz    |
| ----------- | --- | -------- | --- | -------- | --- | -------- |
| C1 200 m    | Nyikolaj Lipkin · Oroszország                                                                             | 39,789   | Valentin Demjanenko · Ukrajna                                                                             | 40,137   | Jevgenij Šuklin · Litvánia                                                                                           | 40,441   |
| C1 500 m    | Makszim Opalev · Oroszország                                                                              | 1:49,727 | Jurij Cseban · Ukrajna                                                                                    | 1:50,459 | Wenjun Yang · Kína                                                                                                   | 1:50,603 |
| C1 1000 m   | Cristóbal Everardo · Mexikó                                                                               | 4:07,855 | Andreas Dittmer · Németország                                                                             | 4:10,741 | Vajda Attila · Magyarország                                                                                          | 4:11,347 |
| C2 200 m    | Jevgenyij Ignatov · Ivan Stil · Oroszország                                                               | 36,494   | Christian Gille · Tomasz Wylenzek · Németország                                                           | 36,978   | Raimundas Labuckas · Tomas Gadeikis · Litvánia                                                                       | 37,058   |
| C2 500 m    | Alekszandr Kosztoglod · Szergej Ulegin · Oroszország                                                      | 1:41,520 | Stefan Holtz · Robert Nuck · Németország                                                                  | 1:42,792 | Kozmann György · Kolonics György · Magyarország                                                                      | 1:42,942 |
| C2 1000 m   | Kozmann György · Kolonics György · Magyarország                                                           | 3:43,781 | Attila Buday · Tamas Buday · Kanada                                                                       | 3:46,151 | Makszim Prokopenko · Szerhij Bezuhlij · Ukrajna                                                                      | 3:46,769 |
| C4 200 m    | Petr Prochazka · Petr Fuksa · Jiri Heller · Jan Brečka · Csehország                                       | 34,052   | Aljakszandr Vavzsecki · Kansztancin Scsarbak · Dzmitrij Rabcsanka · Dzmitrij Vajciskin · Fehéroroszország | 34,132   | Sarudi Pál · Joób Márton · Horváth Gábor · Balázs Péter · Magyarország                                               | 34,336   |
| C4 500 m    | Dzmitrij Rabcsanka · Dzmitrij Vajciskin · Kansztancin Scsarbak · Aljakszandr Vavzsecki · Fehéroroszország | 1:31,820 | Lukasz Woszczynski · Pawel Barszkiewicz · Marcin Grzybowsky · Pawel Skowronski · Lengyelország            | 1:32,360 | Gabriel Talpa · Florin Mironcic · Loredan Popa · Silviu Simoncencu · Románia                                         | 1:33,710 |
| C4 1000 m   | Robert Nuck · Stefan Holtz · Thomas Lück · Stephan Breuing · Németország                                  | 3:27,422 | Andrew James Russell · Thomas Hall · Kyle Jeffery · Dmitri Joukovski · Kanada                             | 3:28,394 | Aljakszandr Kurljandcsik · Aljakszandar Zsukovszki · Aljakszandr Bahdanovics · Andrej Bahdanovics · Fehéroroszország | 3:28,880 |

#### Kajak
| Versenyszám | Arany                                                                          | Arany    | Ezüst                                                                              | Ezüst    | Bronz                                                                                            | Bronz    |
| ----------- | ------------------------------------------------------------------------------ | -------- | ---------------------------------------------------------------------------------- | -------- | ------------------------------------------------------------------------------------------------ | -------- |
| K1 200 m    | Ronald Rauhe · Németország                                                     | 35,200   | Carlos Pérez Rial · Spanyolország                                                  | 35,396   | Mikola Kremer · Ukrajna                                                                          | 35,516   |
| K1 500 m    | Marek Twardowski · Lengyelország                                               | 1:38,596 | Anton Rjahov · Oroszország                                                         | 1:38,698 | Lutz Altepost · Németország                                                                      | 1:39,832 |
| K1 1000 m   | Marcus Oscarsson · Svédország                                                  | 3:39,359 | Tim Brabants · Egyesült Királyság                                                  | 3:39,419 | Ben Fouhy · Új-Zéland                                                                            | 3:39,443 |
| K2 200 m    | Tim Wieskötter · Ronald Rauhe · Németország                                    | 32,660   | Marek Twardowski · Adam Wysocki · Lengyelország                                    | 32,804   | Dragan Zorić · Ognjen Filipović · Szerbia                                                        | 32,912   |
| K2 500 m    | Ronald Rauhe · Tim Wieskötter · Németország                                    | 1:27,791 | Richard Dessureault · Andrew Willows · Kanada                                      | 1:28,631 | Kucsera Gábor · Kammerer Zoltán · Magyarország                                                   | 1:29,063 |
| K2 1000 m   | Kammerer Zoltán · Kucsera Gábor · Magyarország                                 | 3:17,791 | Andreas Ihle · Rupert Wagner · Németország                                         | 3:19,075 | Tomasz Gorski · Adam Seroczynski · Lengyelország                                                 | 3:19,837 |
| K4 200 m    | Milan Djenadić · Ognjen Filipović · Bora Sibinkić · Dragan Zorić · Szerbia     | 29,965   | Kadler Viktor · Beé István · Babella Balázs · Gyertyános Gergely · Magyarország    | 30,033   | Szergej Koszilov · Konsztantyin Visnyjakov · Sztyepan Sevcsuk · Szergej Hovanszkij · Oroszország | 30,401   |
| K4 500 m    | Michal Riszdorfer · Richard Riszdorfer · Robert Erban · Erik Vicek · Szlovákia | 1:20,606 | Csamangó Attila · Bozsik Gábor · Boros Attila · Sík Márton · Magyarország          | 1:21,188 | Adam Wysocki · Pawel Baumann · Przmyslaw Gawrych · Tomasz Mendelski · Lengyelország              | 1:21,536 |
| K4 1000 m   | Vereckei Ákos · Kökény Roland · Gyökös Lajos · Horváth Gábor · Magyarország    | 2:56,523 | Pawel Baumann · Marek Twardowski · Adam Wysocki · Tomasz Mendelski · Lengyelország | 2:57,873 | Vadzim Mahnev · Dzjamjan Turcsin · Aljakszej Abalmaszav · Raman Pjatrusenka · Fehéroroszország   | 2:57,897 |

### Nők

#### Kajak
| Versenyszám | Arany                                                                              | Arany    | Ezüst                                                                               | Ezüst    | Bronz                                                                            | Bronz    |
| ----------- | ---------------------------------------------------------------------------------- | -------- | ----------------------------------------------------------------------------------- | -------- | -------------------------------------------------------------------------------- | -------- |
| K1 200 m    | Paksy Tímea · Magyarország                                                         | 40,203   | Spela Ponomarenko · Szlovénia                                                       | 40,947   | Karen Furneaux · Kanada                                                          | 41,071   |
| K1 500 m    | Benedek Dalma · Magyarország                                                       | 1:52,287 | Josefa Idem · Olaszország                                                           | 1:53,265 | Hongyan Zhong · Kína                                                             | 1:53,307 |
| K1 1000 m   | Benedek Dalma · Magyarország                                                       | 4:04,683 | Katrin Wagner · Németország                                                         | 4:06,933 | Michala Mruzková · Csehország                                                    | 4:07,293 |
| K2 200 m    | Kovács Katalin · Janics Natasa · Magyarország                                      | 37,423   | Fanny Fischer · Katrin Wagner · Németország                                         | 37,919   | Anne Rikala · Jenni Honkanen · Finnország                                        | 37,983   |
| K2 500 m    | Kovács Katalin · Janics Natasa · Magyarország                                      | 1:41,998 | Jana Blahová · Michala Mruzková · Csehország                                        | 1:43,408 | Fanny Fischer · Gesine Ruge · Németország                                        | 1:43,432 |
| K2 1000 m   | Kovács Katalin · Janics Natasa · Magyarország                                      | 3:48,982 | Minyuan Zhu · Yali Yang · Kína                                                      | 3:49,756 | Hanna Puskova · Natalja Bandarenka · Fehéroroszország                            | 3:51,664 |
| K4 200 m    | Paksy Tímea · Patyi Melinda · Janics Natasa · Kovács Katalin · Magyarország        | 34,650   | Carolin Leonhardt · Nicole Reinhardt · Judith Hormann · Conny Wasmuth · Németország | 35,090   | Josefin Nordlöw · Sofia Paldanius · Karin Johansson · Anna Karlsson · Svédország | 36,046   |
| K4 500 m    | Paksy Tímea · Janics Natasa · Kovács Katalin · Fazekas Krisztina · Magyarország    | 1:31,763 | Carolin Leonhardt · Conny Wassmuth · Judith Hörmann · Katrin Wagner · Németország   | 1:31,817 | Mariana Ciobanu · Lidia Talpa · Florica Vulpes · Alina Platon · Románia          | 1:34,535 |
| K4 1000 m   | Paksy Tímea · Janics Natasa · Kovács Katalin · Keresztesi Alexandra · Magyarország | 3:23,488 | Miriam Frenken · Tanja Schuk · Silke Hörmann · Carolin Leonhardt · Németország      | 3:24,106 | Lamei Yu · Feng Wang · Jinmei Zhang · Jing He · Kína                             | 3:25,012 |

## A magyar csapat
A 2006-os magyar vb keret tagjai:
| férfiak kajak | férfiak kajak                                              | férfiak kajak |
| ------------- | ---------------------------------------------------------- | ------------- |
| K1 200 m      | Boros Gergely                                              | 4.            |
| K2 200 m      | Sík Márton Csamangó Attila                                 | 11.           |
| K4 200 m      | Kadler Viktor Beé István Babella Balázs Gyertyános Gergely | Ezüstérem     |
| K1 500 m      | Benkő Zoltán                                               | 6.            |
| K2 500 m      | Kammerer Zoltán Kucsera Gábor                              | Bronzérem     |
| K4 500 m      | Csamangó Attila Bozsik Gábor Boros Attila Sík Márton       | Ezüstérem     |
| K1 1000 m     | Benkő Zoltán                                               | 10.           |
| K2 1000 m     | Kammerer Zoltán Kucsera Gábor                              | Aranyérem     |
| K4 1000 m     | Vereckei Ákos Kökény Roland Gyökös Lajos Horváth Gábor     | Aranyérem     |

| férfi kenu | férfi kenu                                          | férfi kenu |
| ---------- | --------------------------------------------------- | ---------- |
| C1 200 m   | Bozsik Attila                                       | 8.         |
| C2 200 m   | Kovács Gergely Végh Attila                          | 4.         |
| C4 200 m   | Sarudi Pál Joób Márton Horváth Gábor Balázs Péter   | Bronzérem  |
| C1 500 m   | Mike Róbert                                         | 13.        |
| C2 500 m   | Kozmann György Kolonics György                      | Bronzérem  |
| C4 500 m   | Csabai Edvin Fürdök Gábor Novák Ferenc Pulai Imre   | 5.         |
| C1 1000 m  | Vajda Attila                                        | Bronzérem  |
| C2 1000 m  | Kozmann György Kolonics György                      | Aranyérem  |
| C4 1000 m  | Balázs Gábor Metka Márton Mike Róbert Sáfrán Mátyás | 6.         |

| nők kajak | nők kajak                                                     | nők kajak |
| --------- | ------------------------------------------------------------- | --------- |
| K1 200 m  | Paksy Tímea                                                   | Aranyérem |
| K2 200 m  | Kovács Katalin Janics Natasa                                  | Aranyérem |
| K4 200 m  | Paksy Tímea Patyi Melinda Janics Natasa Kovács Katalin        | Aranyérem |
| K1 500 m  | Benedek Dalma                                                 | Aranyérem |
| K2 500 m  | Kovács Katalin Janics Natasa                                  | Aranyérem |
| K4 500 m  | Paksy Tímea Janics Natasa Kovács Katalin Fazekas Krisztina    | Aranyérem |
| K1 1000 m | Benedek Dalma                                                 | Aranyérem |
| K2 1000 m | Kovács Katalin Janics Natasa                                  | Aranyérem |
| K4 1000 m | Paksy Tímea Janics Natasa Kovács Katalin Keresztesi Alexandra | Aranyérem |